# Años 1210
Los años 1210 o década del 1210 empezó el 1 de enero de 1210 y terminó el 31 de diciembre de 1219.

## Acontecimientos
- Honorio III sucede a Inocencio III como papa en el año 1216.
- Batalla de Las Navas de Tolosa
- Batalla de Muret
- Adopción de la Carta Magna en Inglaterra
- Creación de la Universidad de Salamanca
- El Emperador Juntoku sucede al Emperador Tsuchimikado en el trono de Japón.
- Jochi, el hijo mayor de Genghis Khan, lidera la campaña Mongola contra los Kirguises.
- Otón IV del Sacro Imperio Romano Germánico es excomulgado por el papa Inocencio III para invadir el sur de Italia en desafío al Concordato de Worms.
- Comienza el Sultanato de Delhi.
- Batalla de Lyndanisse

## Personas destacadas
- Pedro II de Aragón